# كريستينا بوث
كريستينا بوث (بالإنجليزية: Christina Booth)‏ هي مغنية وكاتبة غنائية بريطانية، ولدت في 1965.

## وصلات خارجية
- الموقع الرسمي
- كريستينا بوث على موقع ميوزك برينز (الإنجليزية)
- كريستينا بوث على موقع أول ميوزيك (الإنجليزية)
- كريستينا بوث على موقع ديسكوغز (الإنجليزية)